# Калинин, Денис Сергеевич
Дени́с Сергеевич Кали́нин (род. 1980, Псков, Псковская область, РСФСР, СССР) — российский серийный убийца и грабитель. Осенью 2005 года совершил 14 убийств пенсионеров, сопряжённых с разбоями. Получил прозвище «Маньяк-коммивояжёр», так как все убийства совершил, работая коммивояжёром, что подразумевает разъездной тип работы и даёт преступнику возможность совершать преступления в разных регионах, затрудняя работу следствия. Калинину удалось избежать пожизненного лишения свободы благодаря заключению досудебного соглашения со следствием, он был приговорён к 19 годам лишения свободы.

## Биография

### Детство и юность
Денис Калинин родился в Пскове в 1980 году. Не имел никакой профессии: до 24 лет занимался мелкими грабежами, играл в автоматы и злоупотреблял алкоголем и наркотиками. Но однажды решил убивать пенсионеров для грабежа.

### Убийства
Первое убийство он совершил в Пскове, убив 93-летнюю женщину, затем переехал в Ростов-на-Дону. Денис устроился коммивояжёром, чтобы совершать преступления. Калинин выбирал в качестве жертв только одиноких стариков, дети и внуки которых жили далеко. Ему удавалось продавать пожилым людям самые разнообразные электротехнические бытовые приборы, которые, по большей части, пенсионерам были не нужны. Первой жертве он продал электрический чайник за полторы тысячи рублей, а одному впоследствии убитому человеку, которому тогда уже было почти 100 лет, достался электрический массажёр.
Калинину же легко удавалось втираться в доверие к наивным пенсионерам. Тем более, что всем пожилым людям было, скорее, важно пообщаться — и они с удовольствием отдавали молодому человеку деньги за совершенно ненужные бытовые приборы. Особенно они соглашались на покупку, когда слышали, что через неделю Калинин зайдёт ещё раз, чтобы показать, как правильно пользоваться новой вещью, если сами они с инструкцией не разберутся. Повторные визиты Калинина заканчивались убийствами. Чтобы путать правоохранительные органы, Калинин орудовал в разных городах: Пскове, Чебоксарах, Ростове-на-Дону, Морозовске, Цимлянске, Аксае, Батайске, Зимовниках. Убив пожилого мужчину в Морозовске, в котором все друг друга знали, стало понятно, что действует тут кто-то чужой, убийца как-то проникает в дома к старикам. Однако не было следов взлома, поэтому очевидно, что пенсионеры сами впустили убийцу в свои дома.

### Арест, следствие и суд
Убийства резко прекратились, но случайной жертвой пьяного дебошира стала одна пенсионерка в Ростовской области — и дело убийцы-коммивояжёра решили на всякий случай снова поднять. В конце 2012 года выяснилось, что было оставлено достаточно отпечатков пальцев, по ним можно было его отследить. Тогда обнаружилось, что Денис Калинин уже 7 лет отбывал наказание за грабёж. Калинин предварительно заключил досудебное соглашение со следствием, после чего сразу же сознался во всём, рассказав, как и зачем убивал пенсионеров. Он казался вполне приличным человеком. Следователям поведал, что очень переживал перед каждым убийством, в связи с чем выпивал. Свой мотив совершения преступлений он объяснил так:
Я их грабил, потому что они не могли оказать сопротивления. У них есть деньги, они откладывают на чёрный день.
Сотрудник фирмы, где работал Калинин, вспомнил разговор:
Обычный он человек, незаметный. Но однажды сказал что-то вроде: «Меня раздражает старичьё. Шамкают, патлы седые. Жить надо до 45, максимум до 50, а потом зачем? Надо уступать лыжню молодым».
14 марта 2014 года за убийство 14 пенсионеров Калинин был приговорён Морозовским судом Ростовской области к 19 годам лишения свободы, так как заключил досудебное соглашение со следствием, из-за чего по закону не мог быть приговорён к пожизненному лишению свободы.